# Jimmy Connors
James Scott Connors (* 2. září 1952 East St. Louis, Illinois) je bývalý americký profesionální tenista. V letech 1974 až 1983 se devětkrát stal světovou jedničkou na žebříčku ATP, poprvé na více než tři sezóny v červenci 1974.
Connors je držitelem několika rekordů. Získal 109 titulů ve dvouhře, odehrál 1 535 zápasů a z nich 1 256 dokázal vyhrát. Osmkrát triumfoval na grandslamu, z toho pětkrát na US Open, dvakrát ve Wimbledonu a jednou na Australian Open. Jednu trofej přidal z Turnaje mistrů. V roce 1974 se stal druhým hráčem v otevřené éře, který dokázal získat tři grandslamy během jednoho roku.

## Tenisová kariéra

### Raná léta
Connors byl vychováván v East St. Louis a byl katolík. V dětství byl trénován jeho matkou a babičkou. Jeho první americký šampionát, chlapců do 11 let, hrál ve svých devíti. Connorsova matka, Gloria, ho v roce 1968 odvezla do jižní Kalifornie, aby ho zde trénoval Pancho Segura. S jeho bratrem Johnem “Johnym” Connorsem navštěvovali střední školu sv. Filipa.
Connors vyhrál Orange Bowl v kategorii dvanáctiletých a poté i čtrnáctiletých. Stal se jedním z devíti hráčů, kteří dokázali za 70letou historii soutěže zvítězit dvakrát. Poté se to podařilo například Andymu Murraymu, Jennifer Capriatové nebo Monice Selešové. V roce 1970 Connors zaznamenal své první vítězství v prvním kole Pacific Southwest Open v Los Angeles, když porazil Roye Emersona.
Profesionálem se stal roku 1972 a první titul získal na Jacksonville Open. Téhož roku se odmítl přidat do nově zřízené Asociace tenisových profesionálů (ATP), kam přešla většina tenistů. Začal tedy hrát a dominovat na menších turnajích organizovaných Billym Riordanem, jeho manažerem. Nicméně Connors hrál i na jiných turnajích a vyhrál US Open 1973, kde ve finále porazil Arthura Ashe v pěti setech, 6-3 4-6 6-4 3-6 6-2.

### Dominantní sezóny
Connors vyhrál osm grandslamových singlových titulů: pětkrát US Open, dvakrát Wimbledon a jednou Australian Open. V roce 1974 mu bylo zakázáno zde startovat kvůli spojení s World Team Tennis (WTT). V následujících čtyřech letech dostal další zákazy nebo se rozhodl nestartovat. Za celou kariéru se Australian Open účastnil pouze dvakrát. Roku 1974 turnaj ovládl, v roce 1975 došel do finále. Do Austrálie v osmdesátých letech cestovalo, kromě Australanů, pouze několik hráčů z vrcholu žebříčku.
V roce 1974 byl Connors dominantní. Zakončil sezónu na pozici světové jedničky, vyhrál 15 z 21 turnajů, kterých se zúčastnil (včetně tří ze čtyř grandslamů) a jeho zápasová bilance činila 99 výher a pouze čtyři porážky. French Open tento rok nehrál, ale získal titul v Austrálii, kde se turnaj rozehrával koncem roku 1973 a vyvrcholil 1. ledna 1974. Tam ve finále porazil Phila Denteho. Jak ve Wimbledonu, tak na US Open v posledním kole zdolal ve třech setech Kena Rosewalla, když ztratil 6, respektive 2 gemy. Jeho neúčast na francouzském grandslamu mu vzala šanci na to, aby se stal druhým mužem v Open éře, po Rodu Laverovi, který by získal všechny čtyři majory během jednoho kalendářního roku. Na konci sezóny nehrál ani na Turnaji mistrů (tehdy Masters Cupu).
V otevřené éře je Jimmy Connors jedním z šesti hráčů, kterým se podařilo získat tři a více grandslamů během jednoho roku. Dalšími tenisty, kteří to také dokázali jsou: Rod Laver (v roce 1969); Mats Wilander (1988, bez Wimbledonu); Roger Federer (2004, 2006, 2007, vše bez French Open); Rafael Nadal (2010, bez Australian Open) a Novak Djoković (2011, 2015, obojí bez French Open).
Connors dosáhl na finále US Open pětkrát v řadě. A to v letech 1974-1978. Z toho třikrát vyhrál a pokaždé na jiném povrchu (1974 na trávě, 1976 na antuce, 1978 na tvrdém povrchu). Do finále Wimbledonu se dostal čtyřikrát za pět let (1974, 1975, 1977, 1978). Navzdory tomu, že se ve letech 1974-1978 neúčastnil French Open, v pozdějších sezónách se čtyřikrát probojoval do semifinále.
Později, v roce 1975 se Jimmy Connors probojoval do finále v Melbourne, Londýně i New Yorku, avšak ani jednou neuspěl. Během sezóny vyhrál devět turnajů a jeho zápasová bilance byla 82-8. Mezitím, co získal dost bodů na to, aby byl celý rok světovou jedničkou, největší tenisové autority, včetně ATP, jmenovali Arthura Ashe nejlepším hráčem roku. V této sezóně opět nehrál Turnaj mistrů (Masters Cup).
Roku 1976 znovu dobyl US Open, když porazil Björna Borga. Ve Wimbledonu vypadl ve čtvrtfinále. Celkem vyhrál 12 podniků, včetně U.S. Pro Indoor v Philadelphii, Palm Spring a Las Vegas. Jeho zápasová bilance byla 90-8 a dokázal porazit Borga ve všech jejich utkáních. Po celý rok vedl žebříček ATP a byl jmenován nejlepším hráčem roku většinou zdrojů, avšak ne ATP, která nejlepším hráčem překvapivě jmenovala Björna Borga.
V roce 1977 nestačil Connors ve finále Wimbledonu na Borga a na US Open na Guillerma Vilase. Avšak dokázal získat titul na Turnaji mistrů a na WCT Finals. Zatímco se držel na postu světové jedničky, ATP a většina jiných úřadů zařadila na toto místo Borga nebo Vilase. Connors se stal číslem tři.
V roce 1978 Borg porazil Connorse ve finále Wimbledonu, ale ten naopak zvítězil na US Open (porazil Borga) a navíc vyhrál U.S. Pro Indoor. Connors se opět vrátil na post světové jedničky, kde zakončil sezónu, ale ATP stejně vyhlásila nejlepším hráčem roku Borga.
Connors se stal číslem jedna na žebříčku poprvé 29. července 1974 a tuto pozici držel 160 týdnu v řadě. Dlouhou dobu to byl rekord, dokud ho 26. února 2007 nepřekonal Roger Federer. Na pozici nejlepšího hráče světa zakončil rok v letech 1974-1978 a celkově se na ní udržel 268 týdnů.
Mezi lety 1979-1981 si Connors zahrál třikrát semifinále velkých akcí (grandslamu nebo Turnaje mistrů) a v roce 1980 vyhrál WCT Finals. Během této doby byl povětšinou světovou trojkou.
V roce 1982 Connors prožil znovuzrození, když znovu vyhrál Wimbledon (ve finále porazil Johna McEnroea) a US Open (porazil Ivana Lendla). Také se znovu stal světovou jedničkou. Dostal se do semifinále Turnaje mistrů (Masters cupu) a vyhrál dalších pět turnajů. Rok zakončil na druhé pozici. Poprvé byl jmenován nejlepším hráčem roku.
V roce 1983 se Connors, McEnroe a Lend několikrát vystřídali na vrcholu žebříčku. Connors vyhrál rekordní pátý titul na US Open. Rok zakončil jako světová trojka.

### Soupeření
Významnými hráči během Connorsovy aktivní kariéry byli Phil Dent, Brian Gottfried, Raul Ramírez, Harold Solomon, Dick Stockton, Roscoe Tanner a Guillermo Vilas. Jeho staršími soupeři byli Arthur Ashe, Rod Laver, Ilie Năstase, John Newcombe, Manuel Orantes, Ken Rosewall a Stan Smith. A mladšími soupeři se stali Björn Borg, Vitas Gerulaitis, Ivan Lendl a John McEnroe.